# Hněvčeveská lípa
Hněvčeveská lípa je památný strom - lípa srdčitá nacházející se v obci Hněvčeves v okrese Hradec Králové. Od roku 2008 je veden u AOKP ČR jako silně poškozený.
Stav k 1.1.2008
- výška: 20 m
- stáří: 400 let
- obvod kmene: 590 cm[1]

## Památné a významné stromy v okolí
- Lípa srdčitá v Hořiněvsi (Lípa u Barbory)
- Lípa srdčitá v Hořiněvsi (Lípa ze Šporkovy aleje)
- Dohalický dub
- Jasan ztepilý u Čistěvsi